# Goodies (singel)
Goodies – pierwszy singel amerykańskiej piosenkarki Ciary z jej debiutanckiego albumu Goodies. Wydany w 2004.

## Listy przebojów
| Chart (2004)                                    | pozycja |
| ----------------------------------------------- | ------- |
| U.S. ARC Weekly Top 40                          | 2       |
| U.S. Billboard Hot 100                          | 1       |
| U.S. Billboard Hot R&B/Hip-Hop Singles & Tracks | 1       |
| U.S. Billboard Rhythmic Top 40                  | 1       |
| U.S. Billboard Top 40 Mainstream                | 3       |
| U.S. Billboard Top 40 Tracks                    | 1       |
| Australian Recording Industry Association       | 19      |
| Chart (2005)                                    | pozycja |
| Austria Singles Chart                           | 35      |
| France Singles Chart                            | 29      |
| Germany Singles Chart                           | 6       |
| Ireland Singles Chart                           | 4       |
| Netherlands Singles Chart                       | 35      |
| New Zealand RIANZ Top 40                        | 10      |
| Norway Singles Chart                            | 15      |
| Official UK Singles Chart                       | 1       |
| United World Chart                              | 6       |